# 博羅文基

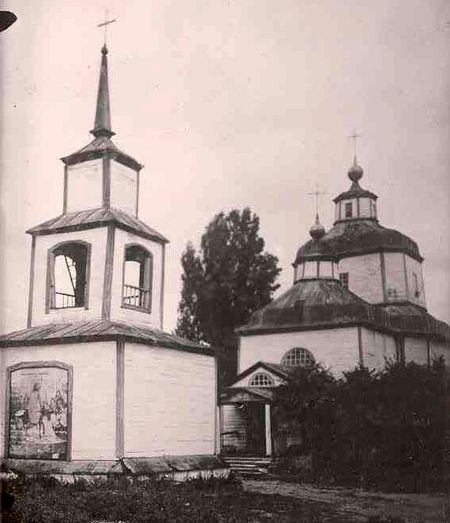

博羅文基（烏克蘭語：Боровеньки）是位於烏克蘭東部的村莊，由盧甘斯克州北頓涅茨克區的北頓涅茨克市鎮負責管轄。該村始建於1711年，面積3.78平方公里，海拔高度78米，2001年人口901，人口密度每平方公里238.4人。
49°2′34″N 38°34′17″E / 49.04278°N 38.57139°E